# Suzanne Angly
Suzanne Angly, née à Mulhouse dans le Haut-Rhin, le 19 février 1951, est une Française élue Miss Alsace 1968, puis Miss France 1969. Elle succède à Christiane Lillio, Miss France 1968.
Elle a été demi-finaliste à Miss Monde 1969 et demi-finaliste à Miss International 1972.

## Biographie
Suzanne Angly naît le 19 février 1951 à Mulhouse de parents alsaciens (de Dolleren et Sainte-Marie-aux-Mines). Elle est issue du troisième mariage de sa mère et grandit à Mulhouse. Elle est passionnée de danse et est lieutenant de la compagnie de majorettes de Mulhouse. 
En 1968, ses parents et sa sœur l'inscrivent à l'élection de Miss Alsace pour l'aider à convaincre sa timidité. Elle est élue en octobre à Mulhouse, parmi 25 finalistes.

## Élection
L'élection de Miss France 1969 se déroule à la salle des fêtes de la Benauge, à Bordeaux, le 1er janvier 1969.
Suzanne Angly, 17 ans est élue Miss France. Elle est vendeuse en parfumerie et son père est chef de chantier. Juste élue, elle monte pour son couronnement sur une caisse de bouteilles de vin, faisant office de "podium".
- Classement final

## Concours internationaux
Elle ne participe pas à Miss Univers 1969. Le 22 novembre 1969, elle représente la France au concours Miss Monde au Royal Albert Hall de Londres. Elle est demi-finaliste (classée dans le top 15).

## L'après Miss France
Le 6 octobre 1972, Suzanne Angly représente la France au concours Miss International à Tokyo (Japon). Elle est demi-finaliste (classée dans le top 15).
Par la suite, Suzanne est devenue agent immobilier, puis mannequin pour des défilés en Allemagne. Elle a même été ambassadrice du Beaujolais nouveau aux États-Unis.[réf. souhaitée]
Le 8 décembre 2001, elle est membre du jury de l'élection de Miss France 2002, à la salle de la Filature à Mulhouse, retransmise en direct sur TF1. Sylvie Tellier y est élue Miss France grâce au jury et au vote des téléspectateurs.
Suzanne Angly a témoigné dans le documentaire Miss France, la soirée d'une vie diffusé après l'élection de Miss France 2012 sur TF1. Son témoignage est rediffusé dans Il était une fois... Miss France sur TMC le 20 novembre 2013.
Le 18 janvier 2015, elle est membre du jury de l'élection de Miss Prestige National, concours concurrent de Miss France, créé par Geneviève de Fontenay en 2010 et présidé par Christiane Lillio. L'élection s'est déroulée à Kirrwiller (en Alsace) et a été retransmise sur la chaîne Non Stop People.
Le 19 décembre 2020, elle est présente lors de l'élection de Miss France 2021, présidé par Iris Mittenaere, Miss France et Miss Univers 2016. L'élection se déroule au Puy du Fou et est retransmise en direct sur TF1.

## Vie privée
Mère de deux enfants, elle vit actuellement à Bernwiller dans le Haut-Rhin.[réf. souhaitée]

### LIens externes
- Notice dans un dictionnaire ou une encyclopédie généraliste :   - Nouveau dictionnaire de biographie alsacienne